# Santa Rita (Santa Bárbara)
Pour les articles homonymes, voir Santa Rita.
Santa Rita est une municipalité du Honduras, située dans le département de Santa Bárbara. Elle comprend 5 villages et 95 hameaux. Elle est fondée en 1900.

## Source de la traduction
- (en) Cet article est partiellement ou en totalité issu de l’article de Wikipédia en anglais intitulé « Santa Rita, Santa Bárbara » (voir la liste des auteurs).